# アースグロウ
『アースグロウ』（Earthgrow）は、アメリカのピアニスト、デイヴィッド・ベノワがヘッズ・アップより2010年に発売したアルバム。
ピーク・レコードよりヘッズ・アップに移籍後の第一弾アルバム。ベノワとクラーク・ジャーメインとの共同プロデュース作品。
アルバムは当初は「建築」を意味する「Frozen Music」というタイトルの予定であったが、マイナーな用語であったために「New Creation」に変更。最終的にNASAによる宇宙から撮られた地球の写真を見て「Earthgrow」という造語がインスパイアされたという。
1987年発表のヒット曲「フリーダム・アット・ミッドナイト」のセルフカバーが「The Schroeder Variations」としてリテイクされ収録。ベートーヴェンの『月光』が引用されている。国内盤には更にボーナストラックとして「Theme and Variations」が収録されている。
メイン・ミュージシャンにツアー・メンバーでもあるデイヴィッド・ヒューズとジェイミー・テイトが参加。ゲストにリック・ブラウンやジェフ・カシワが参加。カシワはアルバム発売時の2010年時のツアーで同行し、日本公演にも参加した。

## トラック・リスト
トラック・リストの出典は。
| #   | タイトル                                             | 作詞・作曲              | 時間 |
| --- | ---------------------------------------------------- | ----------------------- | ---- |
| 1.  | 「"Botswana Bossa Nova"」                            | Benoit                  | 3:55 |
| 2.  | 「"Will's Chill"」                                   | Benoit                  | 4:33 |
| 3.  | 「"Unbelievable"」                                   | Benoit                  | 4:08 |
| 4.  | 「"Easy Day"」                                       | Benoit                  | 4:40 |
| 5.  | 「"Straightaway"」                                   | Benoit                  | 4:14 |
| 6.  | 「"New Creation"」                                   | Benoit                  | 3:25 |
| 7.  | 「"Earthglow"」                                      | Benoit                  | 4:25 |
| 8.  | 「"Sneaky as a Cat"」                                | Benoit                  | 4:07 |
| 9.  | 「"Downtime"」                                       | Benoit                  | 4:15 |
| 10. | 「"Brownie's Gone"」                                 | Benoit                  | 4:35 |
| 11. | 「"Freedom at Midnight (The Schroeder Variations)"」 | Beethoven, Benoit, East | 6:02 |

| #   | タイトル                                         | 作詞・作曲   | 時間 |
| --- | ------------------------------------------------ | ------------ | ---- |
| 12. | 「"Freedom at Midnight (Theme and Variations)"」 | Benoit, East | 5:12 |

## パーソネル
- デイヴィッド・ベノワ (David Benoit) - ピアノ、ローズ・ピアノ、シンセサイザー、シーケンサー・プログラミング
- デイヴィッド・ヒューズ (David Hughes) - アコースティックベース、エレクトリックベース
- ジェイミー・テイト (Jamey Tate) - ドラム
- ブラッド・ダッツ (Brad Dutz) - パーカッション

ゲスト・ミュージシャン
- リック・ブラウン (Rick Braun) - トランペット、フリューゲルホルン
- ジェフ・カシワ (Jeff Kashiwa) - アルト・サックス、テナー・サックス
- パット・ケリー (Pat Kelly) - アコースティック・ギター、エレクトリック・ギター
- ティム・ワイズバーグ (Tim Weisberg) - フルート、アルトフルート、バスフルート
- ジェームズ・シーズ (James Saez) - エレクトリック・ギター on "Unbelievable"